# 大麦山镇
大麦山镇，是中华人民共和国广东省清远市连南瑶族自治县下辖的一个乡镇级行政单位。

## 行政区划
大麦山镇下辖以下地区：
新寨村、黄连村、上洞村、白芒村、塘梨坑村、后洞村、中心岗村、塘凼村和望佳岭村。